# Lista siturilor arheologice din județul Harghita - Ș
Lista siturilor arheologice din județul Harghita - Ș conține toate siturile arheologice din județul Harghita înscrise în Repertoriul Arheologic Național (RAN) și aflate în localități al căror nume începe cu litera Ș. RAN este administrat de Ministerul Culturii și Patrimoniului Național și cuprinde date științifice, cartografice, topografice, imagini și planuri, precum și orice alte informații privitoare la zonele cu potențial arheologic, studiate sau nu, încă existente sau dispărute.
Puteți căuta un sit din localitățile care încep cu litera Ș folosind formularul de mai jos sau puteți naviga prin toate siturile din județ la Lista siturilor arheologice din județul Harghita.
| Cod RAN                                  | Denumire | Localitate                       | Adresă                                      | Datare                                             | Descoperit | Coordonate                                    | Imagine           | Erori            |
| ---------------------------------------- | --- | -------------------------------- | ------------------------------------------- | -------------------------------------------------- | ---------- | --------------------------------------------- | ----------------- | ---------------- |
| 83400.01.01                              | Așezarea de la Șoimeni (Ciomortan, Csikcsomortan)- "Vardomb" / ansamblu anonim(Dâmbul Cetății) (Categorie: locuire civilă) (Tip: Așezare)        | sat Șoimeni, comuna Păuleni-Ciuc | Dâmbul Cetății                              | Cucuteni - A1,A2,A3                                | 1956       | 46°24′15″N 25°51′48″E / 46.40417°N 25.86333°E | Încărcați imagine | Raportați eroare |
| 83400.01.02                              | Așezarea de la Șoimeni (Ciomortan, Csikcsomortan)- "Vardomb" / ansamblu anonim(Dâmbul Cetății) (Categorie: locuire civilă) (Tip: Așezare)        | sat Șoimeni, comuna Păuleni-Ciuc | Dâmbul Cetății                              | Bodrogkeresztur                                    | 1956       | 46°24′15″N 25°51′48″E / 46.40417°N 25.86333°E | Încărcați imagine | Raportați eroare |
| 83400.01.03                              | Așezarea de la Șoimeni (Ciomortan, Csikcsomortan)- "Vardomb" / ansamblu anonim(Dâmbul Cetății) (Categorie: locuire civilă) (Tip: Așezare)        | sat Șoimeni, comuna Păuleni-Ciuc | Dâmbul Cetății                              | Coțofeni - I                                       | 1956       | 46°24′15″N 25°51′48″E / 46.40417°N 25.86333°E | Încărcați imagine | Raportați eroare |
| 83400.01.04                              | Așezarea de la Șoimeni (Ciomortan, Csikcsomortan)- "Vardomb" / ansamblu anonim(Dâmbul Cetății) (Categorie: locuire civilă) (Tip: Așezare)        | sat Șoimeni, comuna Păuleni-Ciuc | Dâmbul Cetății                              | Wietenberg - II                                    | 1956       | 46°24′15″N 25°51′48″E / 46.40417°N 25.86333°E | Încărcați imagine | Raportați eroare |
| 83400.01.05                              | Așezarea de la Șoimeni (Ciomortan, Csikcsomortan)- "Vardomb" / ansamblu anonim(Dâmbul Cetății) (Categorie: locuire civilă) (Tip: Așezare)        | sat Șoimeni, comuna Păuleni-Ciuc | Dâmbul Cetății                              |                                                    | 1956       | 46°24′15″N 25°51′48″E / 46.40417°N 25.86333°E | Încărcați imagine | Raportați eroare |
| 83400.01.06                              | Așezarea de la Șoimeni (Ciomortan, Csikcsomortan)- "Vardomb" / ansamblu anonim(Dâmbul Cetății) (Categorie: locuire civilă) (Tip: Așezare)        | sat Șoimeni, comuna Păuleni-Ciuc | Dâmbul Cetății                              | Ciomortan                                          | 1956       | 46°24′15″N 25°51′48″E / 46.40417°N 25.86333°E | Încărcați imagine | Raportați eroare |
| 85993.01.01 (Cod LMI: HR-I-m-B-12715.04) | Situl arheologic de la Șimonești - "Panta de stejar" / ansamblu anonim (Categorie: locuire civilă) (Tip: Așezare)                                | sat Șimonești, comuna Șimonești  | Panta de stejar                             | Wietenberg                                         |            | 46°20′18″N 25°07′33″E / 46.33846°N 25.12571°E | Încărcați imagine | Raportați eroare |
| 85993.01.02 (Cod LMI: HR-I-m-B-12715.02) | Situl arheologic de la Șimonești - "Panta de stejar" / ansamblu anonim (Categorie: locuire civilă) (Tip: Așezare)                                | sat Șimonești, comuna Șimonești  | Panta de stejar                             | sec. II - III                                      |            | 46°20′18″N 25°07′33″E / 46.33846°N 25.12571°E | Încărcați imagine | Raportați eroare |
| 85993.01.03 (Cod LMI: HR-I-m-B-12715.01) | Situl arheologic de la Șimonești - "Panta de stejar" / ansamblu anonim (Categorie: locuire civilă) (Tip: Așezare)                                | sat Șimonești, comuna Șimonești  | Panta de stejar                             | Ipotești - Cândești sec. VIII                      |            | 46°20′18″N 25°07′33″E / 46.33846°N 25.12571°E | Încărcați imagine | Raportați eroare |
| 85993.01.04 (Cod LMI: HR-I-m-B-12715.03) | Situl arheologic de la Șimonești - "Panta de stejar" / ansamblu anonim (Categorie: locuire civilă) (Tip: Așezare)                                | sat Șimonești, comuna Șimonești  | Panta de stejar                             | sec. I a. Chr. - I p. Chr.                         |            | 46°20′18″N 25°07′33″E / 46.33846°N 25.12571°E | Încărcați imagine | Raportați eroare |
| 85993.01.05 (Cod LMI: HR-I-s-B-12715)    | Situl arheologic de la Șimonești - "Panta de stejar" / ansamblu anonim (Categorie: locuire civilă) (Tip: Așezare)                                | sat Șimonești, comuna Șimonești  | Panta de stejar                             |                                                    |            | 46°20′18″N 25°07′33″E / 46.33846°N 25.12571°E | Încărcați imagine | Raportați eroare |
| 83838.01.01                              | Ruinele romane de la Șiclod - "Dealul Viilor" / ansamblu anonim (Categorie: construcție) (Tip: Construcție)                                      | sat Șiclod, comuna Atid          | Dealul Viilor                               |                                                    |            |                                               | Încărcați imagine | Raportați eroare |
| 83838.02.01                              | Drumul roman de la Șiclod - "Hotarul Monahului" / ansamblu anonim (Categorie: construcție) (Tip: Drum)                                           | sat Șiclod, comuna Atid          | Hotarul Monahului                           |                                                    |            |                                               | Încărcați imagine | Raportați eroare |
| 83838.03.01                              | Burgusul roman de la Șiclod - "Piatra Șiclodului" / ansamblu anonim (Categorie: fortificație) (Tip: Burgus)                                      | sat Șiclod, comuna Atid          | Piatra Șiclodului                           |                                                    |            | 46°31′53″N 25°03′45″E / 46.53135°N 25.06245°E | Încărcați imagine | Raportați eroare |
| 83838.04.01                              | Așezarea medievală de la Șiclod - "Locul Orașului" / ansamblu anonim (Categorie: locuire civilă) (Tip: Construcție)                              | sat Șiclod, comuna Atid          | Locul Orașului                              |                                                    |            |                                               | Încărcați imagine | Raportați eroare |
| 83838.05                                 | Topoarele de bronz de la Șiclod (Categorie: descoperire izolată) (Tip: obiect izolat)                                                            | sat Șiclod, comuna Atid          |                                             |                                                    |            |                                               | Încărcați imagine | Raportați eroare |
| 85993.02.01                              | Așezarea neolitică de la Șimonești / ansamblu anonim (Categorie: locuire civilă) (Tip: Așezare)                                                  | sat Șimonești, comuna Șimonești  | Grădina sf. Benedek                         |                                                    |            |                                               | Încărcați imagine | Raportați eroare |
| 85993.04.01                              | Așezarea eneolitică de la Șimonești / ansamblu anonim (Categorie: locuire civilă) (Tip: Așezare)                                                 | sat Șimonești, comuna Șimonești  |                                             |                                                    |            |                                               | Încărcați imagine | Raportați eroare |
| 85993.06.01                              | Așezări neo-eneolitice la Șimonești / ansamblu anonim (Categorie: locuire civilă) (Tip: Așezare)                                                 | sat Șimonești, comuna Șimonești  |                                             |                                                    |            |                                               | Încărcați imagine | Raportați eroare |
| 83400.02.01                              | Așezarea cucuteniană de la Șoimeni / ansamblu anonim (Categorie: locuire civilă) (Tip: Așezare)                                                  | sat Șoimeni, comuna Păuleni-Ciuc |                                             | Cucuteni - Ariușd                                  |            |                                               | Încărcați imagine | Raportați eroare |
| 85485.01                                 | Topor de bronz de la Șoimușu Mare (Categorie: descoperire izolată) (Tip: obiect izolat)                                                          | sat Șoimușu Mare, comuna Săcel   |                                             |                                                    |            |                                               | Încărcați imagine | Raportați eroare |
| 85485.02.01                              | Fortificația medievală de la Șoimușu Mare / ansamblu anonim (Categorie: locuire civilă) (Tip: Fortificație)                                      | sat Șoimușu Mare, comuna Săcel   | Dealul Cetății                              |                                                    |            |                                               | Încărcați imagine | Raportați eroare |
| 85485.03.01                              | Așezarea preistorică de la Șoimușu Mare - "Cetatea domnească" / ansamblu anonim (Categorie: locuire civilă) (Tip: Așezare)                       | sat Șoimușu Mare, comuna Săcel   | Cetatea Domnească                           |                                                    |            |                                               | Încărcați imagine | Raportați eroare |
| 85485.04                                 | Cercel roman din aur la Șoimușu Mare (Categorie: descoperire izolată) (Tip: obiect izolat)                                                       | sat Șoimușu Mare, comuna Săcel   |                                             |                                                    |            |                                               | Încărcați imagine | Raportați eroare |
| 85485.05.01                              | Monede romane și bizantine la Șoimușu Mare / ansamblu anonim (Categorie: descoperire izolată) (Tip: Monetărie)                                   | sat Șoimușu Mare, comuna Săcel   |                                             |                                                    |            |                                               | Încărcați imagine | Raportați eroare |
| 85485.06.01                              | Așezarea medievală de la Șoimușu Mare / ansamblu anonim (Categorie: locuire civilă) (Tip: Așezare)                                               | sat Șoimușu Mare, comuna Săcel   | Vatra satului                               |                                                    |            |                                               | Încărcați imagine | Raportați eroare |
| 85485.07.01                              | Biserica reformată de la Șoimușu Mare / ansamblu anonim (Categorie: structură de cult/religioasă) (Tip: biserică reformată)                      | sat Șoimușu Mare, comuna Săcel   | Biserica Reformată                          |                                                    |            |                                               | Încărcați imagine | Raportați eroare |
| 85485.08.01                              | Așezarea medievală de la Șoimușu Mare / ansamblu anonim (Categorie: locuire civilă) (Tip: Așezare)                                               | sat Șoimușu Mare, comuna Săcel   | nr. 56 și 57, punct Vatra satului           |                                                    |            | 46°20′53″N 24°55′29″E / 46.34803°N 24.92473°E | Încărcați imagine | Raportați eroare |
| 85485.09.01                              | Tezaurul medieval de la Șoimușu Mare / ansamblu anonim (Categorie: depozit/tezaur) (Tip: tezaur)                                                 | sat Șoimușu Mare, comuna Săcel   | Vatra satului                               | sec. XVII                                          |            |                                               | Încărcați imagine | Raportați eroare |
| 85485.10.01                              | Așezarea medievală timpurie de la Șoimușu Mare - "Grădina Sipos" / ansamblu anonim (Categorie: locuire civilă) (Tip: Așezare)                    | sat Șoimușu Mare, comuna Săcel   | Grădina Sipos                               |                                                    |            | 46°20′43″N 24°55′38″E / 46.34538°N 24.92709°E | Încărcați imagine | Raportați eroare |
| 85485.11.01                              | Așezarea preistorică de la Șoimușu Mare - "Gyulai-tanorok" / ansamblu anonim (Categorie: locuire civilă) (Tip: Așezare)                          | sat Șoimușu Mare, comuna Săcel   | Gyulai-tanorok                              |                                                    |            | 46°20′44″N 24°55′55″E / 46.34564°N 24.93187°E | Încărcați imagine | Raportați eroare |
| 85485.12.01                              | Așezarea preistorică de la Șoimușu Mare - "Cânepiște" / ansamblu anonim (Categorie: locuire civilă) (Tip: Așezare)                               | sat Șoimușu Mare, comuna Săcel   | Cânepiște                                   |                                                    |            |                                               | Încărcați imagine | Raportați eroare |
| 85485.13.01                              | Așezarea preistorică de la Șoimușu Mare - "Stejarul lui Kováks" / ansamblu anonim (Categorie: locuire civilă) (Tip: Așezare)                     | sat Șoimușu Mare, comuna Săcel   | Stejarul lui Kováks                         |                                                    |            |                                               | Încărcați imagine | Raportați eroare |
| 85485.14.01                              | Așezarea preistorică de la Șoimușu Mare - "Lentéd" / ansamblu anonim (Categorie: locuire civilă) (Tip: Așezare)                                  | sat Șoimușu Mare, comuna Săcel   | Lentéd                                      |                                                    |            |                                               | Încărcați imagine | Raportați eroare |
| 85485.15.01                              | Așezarea preistorică de la Șoimușu Mare - "Capul Lacului Tófö" / ansamblu anonim (Categorie: locuire civilă) (Tip: Așezare)                      | sat Șoimușu Mare, comuna Săcel   | Capul Lacului Tófö                          |                                                    |            | 46°21′03″N 24°55′26″E / 46.35083°N 24.92386°E | Încărcați imagine | Raportați eroare |
| 85485.15.02                              | Așezarea preistorică de la Șoimușu Mare - "Capul Lacului Tófö" / ansamblu anonim (Categorie: locuire civilă) (Tip: Așezare)                      | sat Șoimușu Mare, comuna Săcel   | Capul Lacului Tófö                          |                                                    |            | 46°21′03″N 24°55′26″E / 46.35083°N 24.92386°E | Încărcați imagine | Raportați eroare |
| 85485.16.01                              | Așezarea preistorică de la Șoimușu Mare - "Fierarul Peter, Două Șanțuri" / ansamblu anonim (Categorie: locuire civilă) (Tip: Așezare)            | sat Șoimușu Mare, comuna Săcel   | Fierarul Peter, Două Șanțuri                |                                                    |            | 46°20′09″N 24°55′49″E / 46.33587°N 24.93028°E | Încărcați imagine | Raportați eroare |
| 85485.16.02                              | Așezarea preistorică de la Șoimușu Mare - "Fierarul Peter, Două Șanțuri" / ansamblu anonim (Categorie: locuire civilă) (Tip: Așezare)            | sat Șoimușu Mare, comuna Săcel   | Fierarul Peter, Două Șanțuri                | dacică                                             |            | 46°20′09″N 24°55′49″E / 46.33587°N 24.93028°E | Încărcați imagine | Raportați eroare |
| 85485.16.03                              | Așezarea preistorică de la Șoimușu Mare - "Fierarul Peter, Două Șanțuri" / ansamblu anonim (Categorie: locuire civilă) (Tip: Așezare)            | sat Șoimușu Mare, comuna Săcel   | Fierarul Peter, Două Șanțuri                |                                                    |            | 46°20′09″N 24°55′49″E / 46.33587°N 24.93028°E | Încărcați imagine | Raportați eroare |
| 85485.17.01                              | Cetatea de pământ de la Șoimușu Mare - "Cetatea Aș" / ansamblu anonim (Categorie: locuire) (Tip: Cetate de pământ)                               | sat Șoimușu Mare, comuna Săcel   | Cetatea Aș                                  | dacică                                             |            |                                               | Încărcați imagine | Raportați eroare |
| 85485.18.01                              | Așezarea de epoca bronzului de la Șoimușu Mare - "Kérlö-mege" / ansamblu anonim (Categorie: locuire civilă) (Tip: Așezare)                       | sat Șoimușu Mare, comuna Săcel   | Kérlö-mege                                  |                                                    |            |                                               | Încărcați imagine | Raportați eroare |
| 85485.19.01                              | Cetatea de pământ de la Șoimușu Mare - "Vârful Cetății" / ansamblu anonim (Categorie: locuire) (Tip: Cetate de pământ)                           | sat Șoimușu Mare, comuna Săcel   | Vârful Cetății                              |                                                    |            |                                               | Încărcați imagine | Raportați eroare |
| 85494.01.01                              | Drumul roman de la Șoimușu Mic / ansamblu anonim (Categorie: construcție) (Tip: Drum)                                                            | sat Șoimușu Mic, comuna Săcel    | Drumul Femeilor Frumoase                    |                                                    |            | 46°22′40″N 24°59′13″E / 46.37783°N 24.98707°E | Încărcați imagine | Raportați eroare |
| 85494.02.01                              | Biserica medievală de la Șoimușu Mic - "Casa Ciuntită" / ansamblu anonim (Categorie: construcție) (Tip: Biserică)                                | sat Șoimușu Mic, comuna Săcel    | Casa Ciuntită                               |                                                    |            | 46°19′25″N 24°57′33″E / 46.32356°N 24.95917°E | Încărcați imagine | Raportați eroare |
| 85494.03.01                              | Biserica reformată de la Șoimușu Mic - "Pământul Parohiei" / ansamblu anonim (Categorie: structură de cult/religioasă) (Tip: biserică reformată) | sat Șoimușu Mic, comuna Săcel    | Pământul Parohiei                           |                                                    |            |                                               | Încărcați imagine | Raportați eroare |
| 85494.04.01                              | Așezarea medievală de la Șoimușu Mic / ansamblu anonim (Categorie: locuire civilă) (Tip: Așezare)                                                | sat Șoimușu Mic, comuna Săcel    | Vatra satului                               |                                                    |            |                                               | Încărcați imagine | Raportați eroare |
| 85494.05.01                              | Biserica unitariană de la Șoimușu Mic / ansamblu anonim (Categorie: structură de cult/religioasă) (Tip: biserică unitariană)                     | sat Șoimușu Mic, comuna Săcel    | Biserica Unitariană                         |                                                    |            |                                               | Încărcați imagine | Raportați eroare |
| 85494.06.01                              | Biserica reformată de la Șoimușu Mic / ansamblu anonim (Categorie: structură de cult/religioasă) (Tip: biserică reformată)                       | sat Șoimușu Mic, comuna Săcel    | Biserica Reformată                          |                                                    |            | 46°20′13″N 24°57′44″E / 46.33701°N 24.96209°E | Încărcați imagine | Raportați eroare |
| 85494.07.01                              | Așezarea medievală de la Șoimușu Mic / ansamblu anonim (Categorie: locuire civilă) (Tip: Așezare)                                                | sat Șoimușu Mic, comuna Săcel    | nr. 226, 232, 239, 246, punct Vatra satului |                                                    |            | 46°20′13″N 24°57′36″E / 46.33689°N 24.95989°E | Încărcați imagine | Raportați eroare |
| 85494.08                                 | Topor din piatră preistoric la Șoimușu Mic (Categorie: descoperire izolată) (Tip: obiect izolat)                                                 | sat Șoimușu Mic, comuna Săcel    | nr.252, punct Vatra satului                 |                                                    |            |                                               | Încărcați imagine | Raportați eroare |
| 85494.09.01                              | Așezarea preistorică de la Șoimușu Mic - "Lok" / ansamblu anonim (Categorie: locuire civilă) (Tip: Așezare)                                      | sat Șoimușu Mic, comuna Săcel    | Lok                                         | Wietenberg                                         |            | 46°19′33″N 24°57′24″E / 46.32587°N 24.95666°E | Încărcați imagine | Raportați eroare |
| 85494.09.02                              | Așezarea preistorică de la Șoimușu Mic - "Lok" / ansamblu anonim (Categorie: locuire civilă) (Tip: Așezare)                                      | sat Șoimușu Mic, comuna Săcel    | Lok                                         | dacică                                             |            | 46°19′33″N 24°57′24″E / 46.32587°N 24.95666°E | Încărcați imagine | Raportați eroare |
| 85494.09.03                              | Așezarea preistorică de la Șoimușu Mic - "Lok" / ansamblu anonim (Categorie: locuire civilă) (Tip: Așezare)                                      | sat Șoimușu Mic, comuna Săcel    | Lok                                         |                                                    |            | 46°19′33″N 24°57′24″E / 46.32587°N 24.95666°E | Încărcați imagine | Raportați eroare |
| 85494.09.04                              | Așezarea preistorică de la Șoimușu Mic - "Lok" / ansamblu anonim (Categorie: locuire civilă) (Tip: Așezare)                                      | sat Șoimușu Mic, comuna Săcel    | Lok                                         | Coțofeni                                           |            | 46°19′33″N 24°57′24″E / 46.32587°N 24.95666°E | Încărcați imagine | Raportați eroare |
| 85494.10.01                              | Fortificația de pământ de la Șoimușu Mic - "Dealul Cetății" / ansamblu anonim (Categorie: fortificație) (Tip: Fortificație de pământ)            | sat Șoimușu Mic, comuna Săcel    | Dealul Cetății                              | Wietenberg                                         |            | 46°21′30″N 24°56′54″E / 46.35822°N 24.94839°E | Încărcați imagine | Raportați eroare |
| 85494.11.01                              | Așezarea preistorică de la Șoimușu Mic - "Câmpul Mare" / ansamblu anonim (Categorie: locuire civilă) (Tip: Așezare)                              | sat Șoimușu Mic, comuna Săcel    | Câmpul Mare                                 |                                                    |            |                                               | Încărcați imagine | Raportați eroare |
| 85494.11.02                              | Așezarea preistorică de la Șoimușu Mic - "Câmpul Mare" / ansamblu anonim (Categorie: locuire civilă) (Tip: Așezare)                              | sat Șoimușu Mic, comuna Săcel    | Câmpul Mare                                 | dacică                                             |            |                                               | Încărcați imagine | Raportați eroare |
| 85494.11.03                              | Așezarea preistorică de la Șoimușu Mic - "Câmpul Mare" / ansamblu anonim (Categorie: locuire civilă) (Tip: Așezare)                              | sat Șoimușu Mic, comuna Săcel    | Câmpul Mare                                 | Wietenberg                                         |            |                                               | Încărcați imagine | Raportați eroare |
| 85494.11.04                              | Așezarea preistorică de la Șoimușu Mic - "Câmpul Mare" / ansamblu anonim (Categorie: locuire civilă) (Tip: Așezare)                              | sat Șoimușu Mic, comuna Săcel    | Câmpul Mare                                 |                                                    |            |                                               | Încărcați imagine | Raportați eroare |
| 85494.12.01                              | Așezarea preistorică de la Șoimușu Mic - "Crucea lui Antal" / ansamblu anonim (Categorie: locuire civilă) (Tip: Așezare)                         | sat Șoimușu Mic, comuna Săcel    | Crucea lui Antal                            | dacică                                             |            | 46°21′54″N 24°57′44″E / 46.36491°N 24.96209°E | Încărcați imagine | Raportați eroare |
| 85494.12.02                              | Așezarea preistorică de la Șoimușu Mic - "Crucea lui Antal" / ansamblu anonim (Categorie: locuire civilă) (Tip: Așezare)                         | sat Șoimușu Mic, comuna Săcel    | Crucea lui Antal                            |                                                    |            | 46°21′54″N 24°57′44″E / 46.36491°N 24.96209°E | Încărcați imagine | Raportați eroare |
| 85494.13.01                              | Așezarea preistorică de la Șoimușu Mic - "Kerülö" / ansamblu anonim (Categorie: locuire civilă) (Tip: Așezare)                                   | sat Șoimușu Mic, comuna Săcel    | Kerulö                                      |                                                    |            | 46°19′19″N 24°56′42″E / 46.32195°N 24.94504°E | Încărcați imagine | Raportați eroare |
| 85494.14.01                              | Așezarea preistorică de la Șoimușu Mic - "Bogár-Hágja" / ansamblu anonim (Categorie: locuire civilă) (Tip: Așezare)                              | sat Șoimușu Mic, comuna Săcel    | Bogar-Hagja                                 |                                                    |            | 46°19′33″N 24°57′31″E / 46.32597°N 24.95872°E | Încărcați imagine | Raportați eroare |
| 85494.14.02                              | Așezarea preistorică de la Șoimușu Mic - "Bogár-Hágja" / ansamblu anonim (Categorie: locuire civilă) (Tip: Așezare)                              | sat Șoimușu Mic, comuna Săcel    | Bogar-Hagja                                 |                                                    |            | 46°19′33″N 24°57′31″E / 46.32597°N 24.95872°E | Încărcați imagine | Raportați eroare |
| 85494.15                                 | Obiecte preistorice la Șoimușu Mic (Categorie: descoperire izolată) (Tip: obiect izolat)                                                         | sat Șoimușu Mic, comuna Săcel    |                                             |                                                    |            |                                               | Încărcați imagine | Raportați eroare |
| 85494.15.04                              | Obiecte preistorice la Șoimușu Mic / ansamblu anonim (Categorie: descoperire izolată) (Tip: neprecizat)                                          | sat Șoimușu Mic, comuna Săcel    |                                             |                                                    |            |                                               | Încărcați imagine | Raportați eroare |
| 85993.05                                 | Obiect roman la Șimonești (Categorie: descoperire izolată) (Tip: obiect izolat)                                                                  | sat Șimonești, comuna Șimonești  |                                             |                                                    |            |                                               | Încărcați imagine | Raportați eroare |
| 85993.07                                 | Celt din epoca bronzului la Șimonești (Categorie: descoperire izolată) (Tip: obiect izolat)                                                      | sat Șimonești, comuna Șimonești  |                                             |                                                    |            |                                               | Încărcați imagine | Raportați eroare |
| 85993.09.01 (Cod LMI: HR-II-m-B-12982)   | Biserica unitariană de la Șimonești / ansamblu anonim (Categorie: structură de cult/religioasă) (Tip: biserică unitariană)                       | sat Șimonești, comuna Șimonești  |                                             | sec. XVI                                           |            |                                               | Încărcați imagine | Raportați eroare |
| 85993.10.01                              | Așezarea medievală de la Șimonești / ansamblu anonim (Categorie: locuire civilă) (Tip: Așezare)                                                  | sat Șimonești, comuna Șimonești  | Vatra satului                               | sec. XIII - XV                                     |            |                                               | Încărcați imagine | Raportați eroare |
| 85993.08.01                              | Conacul Székely Mózes de la Șimonești (Conacul Kis) / ansamblu anonim (Categorie: construcție) (Tip: Conac)                                      | sat Șimonești, comuna Șimonești  |                                             | sec. XVI                                           |            | 46°20′10″N 25°06′35″E / 46.33612°N 25.1096°E  | Încărcați imagine | Raportați eroare |
| 85993.11                                 | Obiecte medievale la Șimonești (Categorie: descoperire izolată) (Tip: obiect izolat)                                                             | sat Șimonești, comuna Șimonești  | Sediul fostului CAP și împrejurimile        | sec. VIII - X, sec. XIII - XIV, sec. XIV           |            | 46°20′14″N 25°06′15″E / 46.33714°N 25.10429°E | Încărcați imagine | Raportați eroare |
| 85993.12.01                              | Situl arheologic preistoric de la Șimonești - "Borba" / ansamblu anonim (Categorie: locuire) (Tip: Locuire)                                      | sat Șimonești, comuna Șimonești  | nr. 242-243, punct Borba                    | sec. XV, XV - XVII                                 |            |                                               | Încărcați imagine | Raportați eroare |
| 85993.13                                 | Obiect medieval la Șimonești -"Vatra satului" (Categorie: descoperire izolată) (Tip: obiect izolat)                                              | sat Șimonești, comuna Șimonești  | nr. 207, punct Vatra satului                | sec. XVI                                           |            |                                               | Încărcați imagine | Raportați eroare |
| 85993.14                                 | Obiecte preistorice și medievale la Șimonești -"Vatra satului" (Categorie: descoperire izolată) (Tip: obiect izolat)                             | sat Șimonești, comuna Șimonești  | nr. 208-209, punct Vatra satului            | sec. XII -XIV, XV -XVII, sec. IV                   |            |                                               | Încărcați imagine | Raportați eroare |
| 85993.15.01                              | Situl preistoric de la Șimonești -"Grădina parohiei reformate" / ansamblu anonim (Categorie: locuire) (Tip: sit)                                 | sat Șimonești, comuna Șimonești  | Grădina parohiei reformate                  |                                                    |            | 46°20′15″N 25°06′21″E / 46.33757°N 25.10578°E | Încărcați imagine | Raportați eroare |
| 85993.15.02                              | Situl preistoric de la Șimonești -"Grădina parohiei reformate" / ansamblu anonim (Categorie: locuire) (Tip: sit)                                 | sat Șimonești, comuna Șimonești  | Grădina parohiei reformate                  | sec. XIV, XV, XVI -XVII                            |            | 46°20′15″N 25°06′21″E / 46.33757°N 25.10578°E | Încărcați imagine | Raportați eroare |
| 85993.16                                 | Obiecte preistorice la Șimonești -"Vatra satului" (Categorie: descoperire izolată) (Tip: obiect izolat)                                          | sat Șimonești, comuna Șimonești  | nr. 261-266, punct Vatra satului            |                                                    |            |                                               | Încărcați imagine | Raportați eroare |
| 85993.17                                 | Situl preistoric de la Șimonești -"Stăvilar" (Categorie: locuire) (Tip: locuire)                                                                 | sat Șimonești, comuna Șimonești  | Stăvilar                                    | sec. XIII - XIV, XIV-XV, sec. XIII - XIV, XIV -XV. |            | 46°20′32″N 25°06′45″E / 46.34212°N 25.11263°E | Încărcați imagine | Raportați eroare |
| 85993.17.01                              | Situl preistoric de la Șimonești -"Stăvilar" / ansamblu anonim (Categorie: locuire) (Tip: Locuire)                                               | sat Șimonești, comuna Șimonești  | Stăvilar                                    | dacică                                             |            | 46°20′32″N 25°06′45″E / 46.34212°N 25.11263°E | Încărcați imagine | Raportați eroare |
| 85993.17.02                              | Situl preistoric de la Șimonești -"Stăvilar" / ansamblu anonim (Categorie: locuire) (Tip: Locuire)                                               | sat Șimonești, comuna Șimonești  | Stăvilar                                    |                                                    |            | 46°20′32″N 25°06′45″E / 46.34212°N 25.11263°E | Încărcați imagine | Raportați eroare |
| 85993.17.03                              | Situl preistoric de la Șimonești -"Stăvilar" / ansamblu anonim (Categorie: locuire) (Tip: Locuire)                                               | sat Șimonești, comuna Șimonești  | Stăvilar                                    | hunică                                             |            | 46°20′32″N 25°06′45″E / 46.34212°N 25.11263°E | Încărcați imagine | Raportați eroare |
| 85993.17.04                              | Situl preistoric de la Șimonești -"Stăvilar" / ansamblu anonim (Categorie: locuire) (Tip: Locuire)                                               | sat Șimonești, comuna Șimonești  | Stăvilar                                    | sec. XIII - XIV, XIV-XV                            |            | 46°20′32″N 25°06′45″E / 46.34212°N 25.11263°E | Încărcați imagine | Raportați eroare |
| 85993.18.01                              | Situl preistoric de la Șimonești - "Lok" / ansamblu anonim (Categorie: locuire) (Tip: sit)                                                       | sat Șimonești, comuna Șimonești  | Lok                                         | sec. XV, XV -XVI, XVII                             |            |                                               | Încărcați imagine | Raportați eroare |
| 85993.19                                 | Obiecte medievale la Șimonești -"Grădina Katona" (Categorie: descoperire izolată) (Tip: obiect izolat)                                           | sat Șimonești, comuna Șimonești  | Grădina Katona                              | sec. XIII -XIV                                     |            |                                               | Încărcați imagine | Raportați eroare |
| 85993.20.01                              | Situl preistoric de la Șimonești -"Tiboldi - tag" / ansamblu anonim (Categorie: locuire) (Tip: Locuire)                                          | sat Șimonești, comuna Șimonești  | Tiboldi - tag                               | sec. IV                                            |            |                                               | Încărcați imagine | Raportați eroare |
| 85993.21.01                              | Așezarea epocii bronzului de la Șimonești - "Som-áj" / ansamblu anonim (Categorie: locuire civilă) (Tip: Așezare)                                | sat Șimonești, comuna Șimonești  | Som - áj                                    | Coțofeni                                           |            |                                               | Încărcați imagine | Raportați eroare |
| 85993.21.02                              | Așezarea epocii bronzului de la Șimonești - "Som-áj" / ansamblu anonim (Categorie: locuire civilă) (Tip: Așezare)                                | sat Șimonești, comuna Șimonești  | Som - áj                                    | Wietenberg                                         |            |                                               | Încărcați imagine | Raportați eroare |
| 85993.21.03                              | Așezarea epocii bronzului de la Șimonești - "Som-áj" / ansamblu anonim (Categorie: locuire civilă) (Tip: Așezare)                                | sat Șimonești, comuna Șimonești  | Som - áj                                    | Noua                                               |            |                                               | Încărcați imagine | Raportați eroare |
| 85993.22.01                              | Obiecte de epoca bronzului la Șimonești - "Lapjas" / ansamblu anonim (Categorie: descoperire izolată) (Tip: neprecizat)                          | sat Șimonești, comuna Șimonești  | Lapjas                                      | Coțofeni                                           |            |                                               | Încărcați imagine | Raportați eroare |
| 85993.23                                 | Topor eneolitic din piatră la Șimonești - "Atelierul de coșuri" (Categorie: descoperire izolată) (Tip: obiect izolat)                            | sat Șimonești, comuna Șimonești  | Atelierul de coșuri                         |                                                    |            |                                               | Încărcați imagine | Raportați eroare |
| 85993.24.01                              | Așezarea dacică de la Șimonești - "Bencsor" / ansamblu anonim (Categorie: locuire civilă) (Tip: Așezare)                                         | sat Șimonești, comuna Șimonești  | Bencsor                                     | dacică                                             |            | 46°19′32″N 25°06′52″E / 46.32553°N 25.11436°E | Încărcați imagine | Raportați eroare |
| 85993.24.02                              | Așezarea dacică de la Șimonești - "Bencsor" / ansamblu anonim (Categorie: locuire civilă) (Tip: Așezare)                                         | sat Șimonești, comuna Șimonești  | Bencsor                                     |                                                    |            | 46°19′32″N 25°06′52″E / 46.32553°N 25.11436°E | Încărcați imagine | Raportați eroare |
| 85993.25                                 | Topor preistoric din bronz la Șimonești -"Vaszoly" (Categorie: descoperire izolată) (Tip: obiect izolat)                                         | sat Șimonești, comuna Șimonești  | Vaszoly                                     |                                                    |            |                                               | Încărcați imagine | Raportați eroare |
| 85993.26.01                              | Așezarea preistorică de la Șimonești - "Betlen" / ansamblu anonim (Categorie: locuire civilă) (Tip: Așezare)                                     | sat Șimonești, comuna Șimonești  | Betlen                                      | Cucuteni - Ariușd                                  |            |                                               | Încărcați imagine | Raportați eroare |
| 85993.26.02                              | Așezarea preistorică de la Șimonești - "Betlen" / ansamblu anonim (Categorie: locuire civilă) (Tip: Așezare)                                     | sat Șimonești, comuna Șimonești  | Betlen                                      | Vinča                                              |            |                                               | Încărcați imagine | Raportați eroare |
| 85993.26.03                              | Așezarea preistorică de la Șimonești - "Betlen" / ansamblu anonim (Categorie: locuire civilă) (Tip: Așezare)                                     | sat Șimonești, comuna Șimonești  | Betlen                                      |                                                    |            |                                               | Încărcați imagine | Raportați eroare |
| 85993.26.04                              | Așezarea preistorică de la Șimonești - "Betlen" / ansamblu anonim (Categorie: locuire civilă) (Tip: Așezare)                                     | sat Șimonești, comuna Șimonești  | Betlen                                      | dacică sec. I a. Chr - I p. Chr.                   |            |                                               | Încărcați imagine | Raportați eroare |
| 85993.26.05                              | Așezarea preistorică de la Șimonești - "Betlen" / ansamblu anonim (Categorie: locuire civilă) (Tip: Așezare)                                     | sat Șimonești, comuna Șimonești  | Betlen                                      |                                                    |            |                                               | Încărcați imagine | Raportați eroare |
| 85993.26.06                              | Așezarea preistorică de la Șimonești - "Betlen" / ansamblu anonim (Categorie: locuire civilă) (Tip: Așezare)                                     | sat Șimonești, comuna Șimonești  | Betlen                                      |                                                    |            |                                               | Încărcați imagine | Raportați eroare |
| 85993.27.01                              | Așezarea neolitică de la Șimonești - "Împărat" / ansamblu anonim (Categorie: locuire civilă) (Tip: Așezare)                                      | sat Șimonești, comuna Șimonești  | Împărat                                     |                                                    |            |                                               | Încărcați imagine | Raportați eroare |
| 85993.28.01                              | Cetatea medievală de la Șimonești -"Dealul Cetății" / ansamblu anonim (Categorie: locuire) (Tip: Cetate de piatră)                               | sat Șimonești, comuna Șimonești  | Dealul Cetății                              | sec. XVI - XVII                                    |            | 46°19′06″N 25°08′46″E / 46.31847°N 25.14606°E | Încărcați imagine | Raportați eroare |
| 85993.29.01                              | Fortificația de la Șimonești -"Vârful lui Pothard" / ansamblu anonim (Categorie: fortificație) (Tip: Fortificație)                               | sat Șimonești, comuna Șimonești  | Vârful lui Pothard                          |                                                    |            |                                               | Încărcați imagine | Raportați eroare |
| 85993.30                                 | Obiecte preistorice la Șimonești (Categorie: descoperire izolată) (Tip: obiect izolat)                                                           | sat Șimonești, comuna Șimonești  |                                             |                                                    |            |                                               | Încărcați imagine | Raportați eroare |